# Kheladi Ben Miloud
Pour les articles homonymes, voir Ben Miloud.
Kheladi Ben Miloud, né le 1er juillet 1898 à Aïn Sefra et mort le 16 août 1991 à Alger, est un homme politique français.

## Mandats
- Député d'Oran (1945-1946)[1].